# Marc Duez
Marc Duez, född den 18 april 1957 i Verviers är en belgisk rally- och racerförare.
Duez är fyrfaldig vinnare av Nürburgring 24-timmars och trefaldig vinnare av Spa 24-timmars.